# Washington (Észak-Karolina)
Washington település az Amerikai Egyesült Államok Észak-Karolina államában, Beaufort megyében, melynek megyeszékhelye is. Lakosainak száma 9875 fő (2020. április 1.).

## Népesség
A település népességének változása:

| 2010 | 9 744 |
| 2020 | 9 875 |